# Heuristische Evaluierung
Bei der heuristischen Evaluation (Heuristik – zu griech. heuriskein ‚finden‘) handelt es sich um eine Methode, die Gebrauchstauglichkeit einer Benutzeroberfläche formativ (also vor Fertigstellung des Gesamtsystems) zu beurteilen.
In der von Jakob Nielsen und anderen Usability-Experten beschriebenen Methode versucht eine kleine Gruppe von Usability-Experten („Evaluatoren“; n = 5), anhand einer Liste von Heuristiken möglichst viele potenzielle Usability-Probleme zu finden, die spätere reale Nutzer haben könnten.
Hierbei geht es nicht um eine quantitative Erfassung der Usability-Probleme, sondern darum, sie überhaupt erst einmal zu erfassen bzw. zu erkennen.
Bewertet beispielsweise ein Experte die Suchfunktion einer Anwendung als problematisch, da sie z. B. nicht selbsterklärend ist, die anderen Experten hingegen nicht, wird dies trotzdem als Problem im Rahmen der Evaluierung erfasst. Denn ein Problemfeld an sich ist trotzdem identifiziert.
Die Liste der Hinweise auf Usability-Probleme wird danach den Heuristiken zugeordnet, sodass eine Problemklassifikation möglich ist, die Meta-Aussagen erlaubt, beispielsweise, dass das System den Nutzer nicht hinreichend unterstützt oder fehlertolerant ist. 
Die Hinweisliste wird danach priorisiert hinsichtlich der Notwendigkeit der Behebung der sich abzeichnenden Usability-Probleme (von „kosmetisches Problem“ bis „Usability-Katastrophe“). Damit liefert die heuristische Evaluation nicht nur abstrakte Skalenwerte, sondern konkrete Hinweise zur Verbesserung der Usability von Systemprototypen/Demonstratoren. 
Ein weiterer Vorteil der heuristischen Evaluierung ist, dass sie – da von Experten durchgeführt – zu jedem Zeitpunkt der Entwicklung, angefangen vom ersten Prototyp bis hin zum fertigen Produkt angewendet werden kann. Darüber hinaus ist dieses Verfahren sehr kostengünstig und unaufwendig in seiner Anwendung, so dass es neben den Usability-Tests zu den am häufigsten angewendeten Verfahren der Usability-Evaluation gehört.
Nachteile der Anwendung beziehen sich auf seine Eigenschaften als Expertenverfahren: Usability-Experten sind keine Nutzer, d. h., sie verfügen über wenig Wissen über den Kontext der tatsächlichen Anwendung (Domänenexpertise). Daher liefert das Verfahren hauptsächlich regelbasierte und keine erfahrungsbasierten Hinweise auf Usability-Probleme, wobei letztere meistens schwerwiegendere Auswirkungen für die Nutzer haben.
Daher sollte die heuristische Evaluation nicht als Substitut zu Usability-Tests mit realen Nutzern, sondern eher als Ergänzung im Vorfeld verstanden werden.

## Nielsen Heuristik
Die Nielsen Heuristik umfasst 10 Prinzipien für das Design von Benutzeroberflächen:
1. Sichtbarer System-Status: Das System sollte Benutzer immer mittels Feedback (innerhalb einer angemessenen Zeit) über den aktuellen Zustand informieren.
2. Übereinstimmung zwischen System und Realität: Das System sollte (mit angepassten Worten, Phrasen und Konzepten) die Sprache des Benutzers (und nicht die eines Systemtechnikers) sprechen.
3. Möglichkeit der freien Navigation: Benutzer sollten fehlerhafte Navigation durch einen Notausgang (Emergency Exit) ohne wesentliche Barrieren verlassen können. Wiederholung- und Rückgängig- Operationen (Undo und Redo) sollten unterstützt werden.
4. Konsistenz und Standardisierung: Benutzer sollten nicht überlegen müssen, ob verschiedene Worte, Situationen oder Aktionen das Gleiche meinen. Plattform- und fachspezifische Konventionen sollten eingehalten werden.
5. Fehlervermeidung: Vorausschauendes Design ist besser als gute Fehlermeldungen, weil Fehler in erster Linie vermieden werden. Verlustreiche Operationen sollten entweder verhindert werden oder es sollte vom Benutzer eine ausdrückliche Bestätigung vor der Ausführung einer riskanten Operation eingeholt werden.
6. Wiedererkennung geht vor Erinnerung: Die kognitive Last des Benutzers sollte durch die Sichtbarkeit von Objekten, Aktionen und Optionen reduziert werden. Eine Erinnerung an vorhergehende Bearbeitungsschritte sollte nicht notwendig sein. Anleitungen sollten direkt sichtbar oder einfach abrufbar sein.
7. Flexibilität und Effizienz: Abkürzungen (die von neuen Benutzern unbemerkt bleiben) sollten erfahrenen Benutzern effizientere Bearbeitung ermöglichen. Die Oberfläche soll so für beide Gruppen optimiert sein. Es sollte eine Möglichkeit der Anpassung häufig wiederkehrender Aktionen existieren.
8. Ästhetisches und minimalistisches Design: Dialoge sollten frei von irrelevanter oder nur selten benötigter Information sein. Jede Zusatzinformation reduziert die Wahrnehmung relevanter Inhalte.
9. Information und Korrekturangebote bei Fehlern: Fehlermeldungen sollten in einfacher Sprache (ohne Codes) erfolgen, das Problem präzise beschreiben und eine konstruktive Lösung anbieten.
10. Hilfe und Dokumentation: Hilfe sollte in proaktiver und reaktiver Form angeboten werden. Proaktive Hilfe soll Benutzer bei der Einarbeitung helfen und reaktive Hilfe in Problemsituationen angeboten werden.